# Émilie du Châtelet
Gabrielle Émilie Le Tonnelier de Breteuil, marquesa de Châtelet-Laumont (Paris, 17 de dezembro de 1706 – Lunéville, 10 de setembro de 1749) foi uma autora francesa que atuou proeminentemente como cientista nos campos da física e da matemática.

## Pesquisas e publicações científicas
Em 1737 publicou o ensaio Dissertation sur la nature et la propagation du feu, baseado em suas pesquisas com a ciência do fogo, predizendo o que hoje se conhece pelo nome de radiação infravermelho e a natureza da Luz. Seu livro Institutions de Physique saiu do prelo em 1740 e foi apresentado como uma avaliação das novidades nos campos da ciência e da filosofia. Du Châtelet escreveu este livro especialmente para seu filho de treze anos mas, mesmo assim, ela não deixou de incorporar e procurou reconciliar ideias deveras complexas expostas pelos principais pensadores de sua época.
A autora também incorporou as teorias de Gottfried Leibniz e as observações práticas de Willem's Gravesande, um renomado filósofo e matemático neerlandês, para mostrar que a energia cinética de um objeto em movimento é proporcional à sua massa e ao quadrado de sua velocidade (E ~ mv²), e não diretamente proporcional como acreditava previamente Isaac Newton, Voltaire e outros.
No ano em que faleceu, du Châtelet completou uma obra que é tida como o auge de suas realizações no campo científico, isto é, a sua tradução ao idioma francês, com seus próprios comentários, da celebrada Principia Mathematica. de Newton, inclusive a sua noção de conservação de energia que ela obteve dos princípios de mecânica contidos na obra por ela traduzida. Hoje em dia a sua tradução permanece como a tradução padrão em francês.

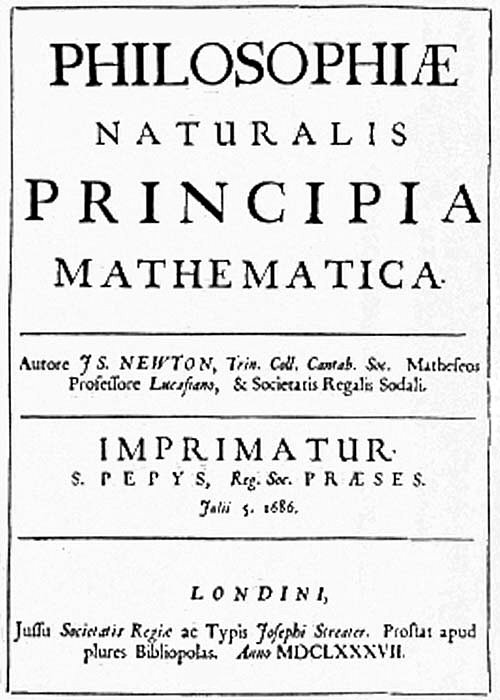
Isaac Newton: Principia Mathematica (Frontispício).

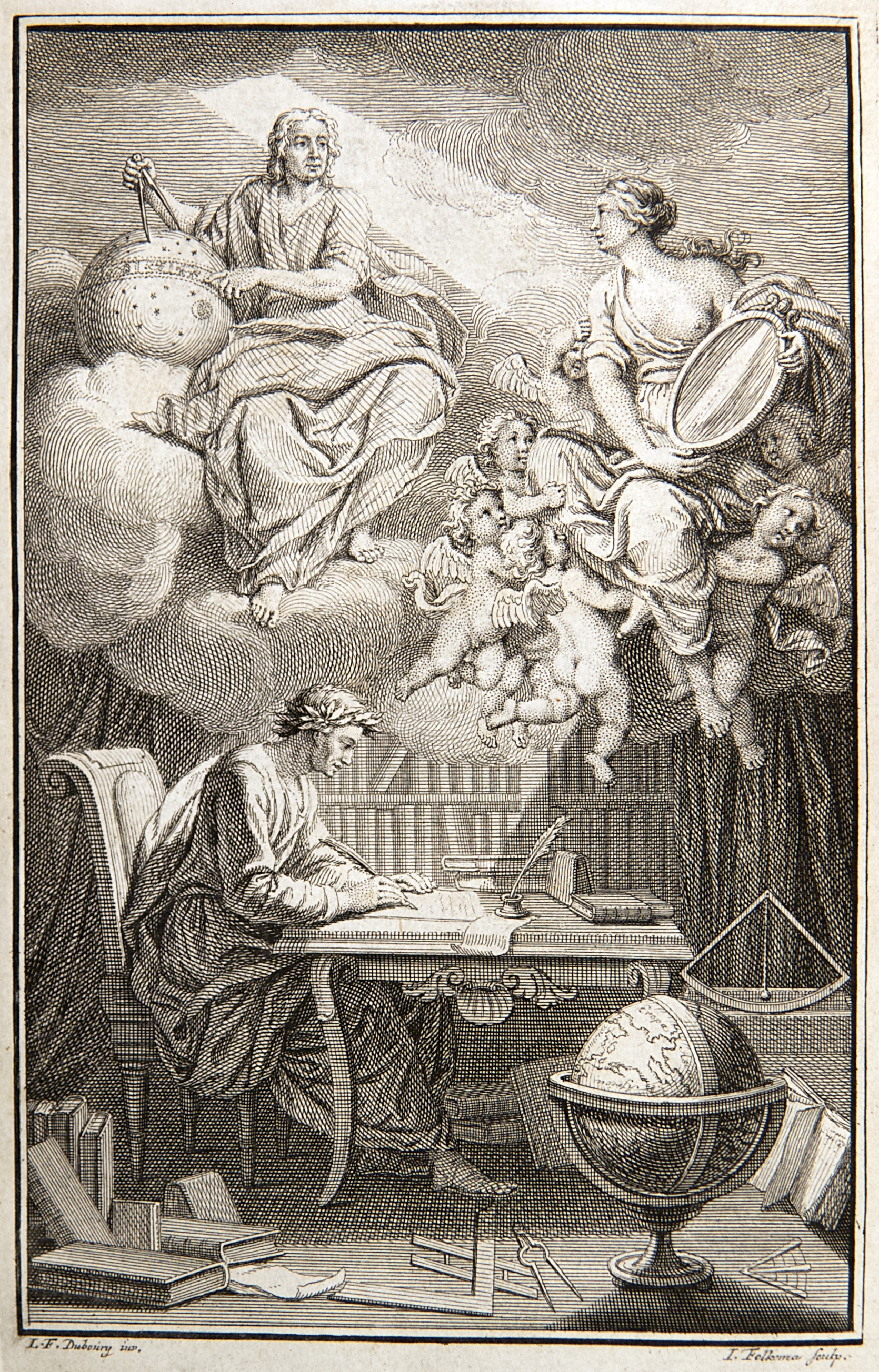
Châtelet representada como musa de Voltaire.

## Primeiros anos de vida
Seu pai foi Louis Nicolas le Tonnelier de Breteuil, o principal secretário e apresentador de embaixadores a Louis XIV, um cargo que o manteve no vórtex da vida social da corte francesa e, assim, trouxe grande prestígio a sua família. A sua mãe, Gabrielle Anne de Froulay, foi criada em um convento.
Émilie de Breteuil foi uma criança um tanto desajeitada e, por causa disso, recebeu lições de esgrima, hipismo e ginástica, tudo na tentativa de melhorar a sua coordenação física. Ela recebeu uma educação excelente para a sua época e ao completar seus doze anos ela já tinha se tornado fluente em Latim, italiano, grego e alemão.
Mais tarde ela viria publicar suas traduções ao francês de obras clássicas da Grécia antiga. A sua família também manteve relações com o escritor Bernard le Bovier de Fontenelle. Ela foi educada em matemática, literatura e ciência. Ela também apreciava muito a dança, alcançou um nível bom como cravista, cantava em peças de ópera, e era uma atriz amadora.

## Casamento e romances
Ela casou-se com o Marquês Florent-Claude du Chastellet no dia 20 de junho de 1725 e, assim, tornou-se marquesa. Foi Voltaire que concebeu a forma de soletrar o sobrenome Châtelet, o atual padrão de soletração deste sobrenome. Ela não se casou por amor mas para sim satisfazer acordos prévios. Ambos não tinham muita coisa em comum mas, observando os costumes da época, mantiveram as aparências dentro do possível. Deste matrimônio nasceram três crianças e, vendo cumprido o seu papel de esposa, Émilie e seu marido concordaram, mesmo vivendo em conjunto na mesma residência, a viver vidas independentes.
O marquês integrava as forças armadas e era governador de Semur-en-Auxois, Borgonha, por outro lado Émilie permaneceu fascinada com o esplendor da vida na corte real. Na França de então era aceitável para pessoas da classe alta, tanto homens como mulheres, terem amantes.
Émilie du Châtelet teve três romances antes de conhecer Voltaire. Aos vinte e quatro anos de idade, ela teve um caso amoroso com Louis François Armand du Plessis, Duque de Richelieu, que durou um ano e meio. O duque se interessava por literatura e filosofia, e Châtelet era uma das poucas mulheres que podia conversar com ele no mesmo nível. Ela leu todo e qualquer livro de conteúdo, visitava o teatro regularmente e gostava de debates intelectuais. Du Châtelet expressou interesse nas obras de Newton e Richelieu a encorajou a frequentar aulas de matemática avançada para entender melhor as suas teorias. Moreau de Maupertuis, um membro da academia científica, se tornou seu tutor de geometria. Ele era matemático, astrônomo e físico, e apoiava as teorias de Newton, que eram vigorosamente debatidas na academia.
Du Châtelet convidou Voltaire a viver em sua casa de campo em Cirey-sur-Blaise, Haute-Marne, no nordeste da França e se tornou sua companheira permanente (isso sob os olhos tolerantes de seu esposo). Lá ela estudou física e matemática e publicou ensaios e fez as suas traduções. Julgando-se pelas cartas de Voltaire a amigos e vendo-se seus comentários um ao outro sobre seu trabalho, ele e ela viveram juntos cultivando grande respeito e bem-querer mútuos.
O último romance de Du Châtelet provou ser fatal. Tendo mal entrado em seus quarenta anos de idade, ela teve uma relação amorosa com um poeta chamado Jean François de Saint-Lambert e com quem ficou grávida. Numa carta a uma pessoa amiga ela escreveu que temia, por causa de sua idade, não sobreviver seu confinamento. Du Châtelet deu luz à criança mas faleceu seis dias depois como consequência de embolismo. Ela tinha apenas quarenta e dois anos de idade.
Voltaire declarou, mais ou menos o seguinte, parafraseando, que Du Châtelet tinha sido "um grande homem que teve o único defeito de ter sido mulher".

## Publicações

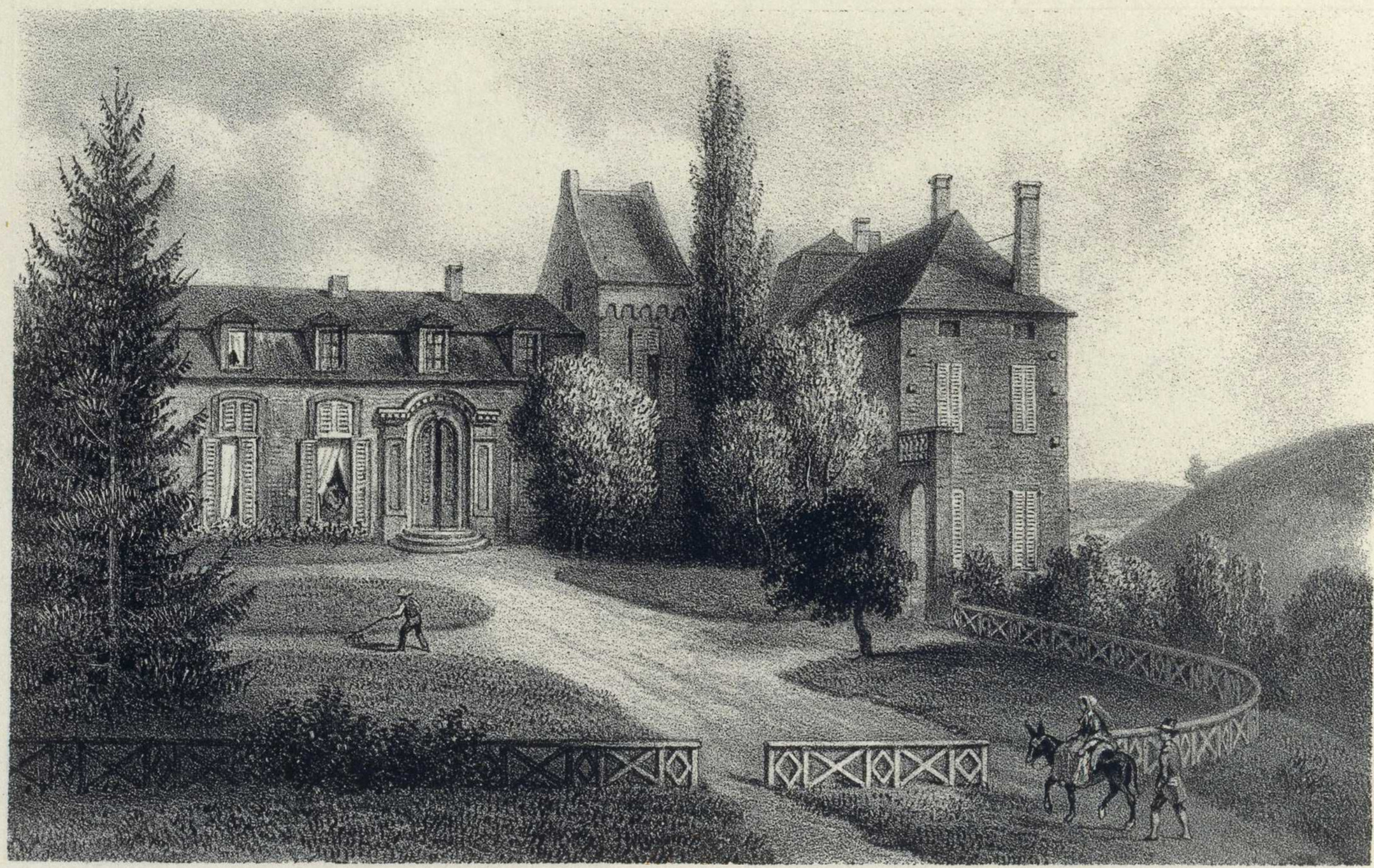
Château de Cirey - Litografia.

- Mémoire sur la nature du feu, 1739; primeiro livro de memórias científica escrito por uma mulher a ser publicado pela Académie des sciences de Paris.
- Institutions de Physique, Paris, 1740, in-8°. O conteúdo da obra está na origem de uma polêmica sobre a teoria das forças, entre Émilie du Châtelet e o matemático Jean-Jacques Dortous de Mairan.
- Réponse de Madame *** à la lettre que M. de Mairan,... lui a écrite le 18 février 1741 sur la question des forces vives... Bruxelas: Foppens, 1741. Et aussi : Réponse de Mme la Mise Du Chastelet à la lettre que M. de Mairan, secrétaire perpétuel de l'Académie royale des sciences, lui a écrite, le 18 février 1741, sur la question des forces vives. Bruxelles : Foppens, 1741.
- Analyse de la philosophie de Leibniz, 1740.
- Réponse de Mme la Marquise Du Chastelet à la lettre que M. de Mairan, secrétaire perpétuel de l'Académie royale des sciences, lui a écrite, le 18 février 1741, sur la question des forces vives (16 mar. 1741).
- Dissertation sur la nature et la propagation du feu, Paris, 1744, in-8°.
- Trad. des Principes de Newton, edição póstuma preliminar (1756) e definitiva (Paris: Desaint et Saillant, 1759), publicada sob o título de Principes mathématiques de la philosophie naturelle, editada e revista por Clairaut, com prefácio de Roger Cotes e prefácio de Voltaire (Eloge). 2 vol.
- Principes mathématiques de la philosophie naturelle, traduction de Newton, Paris, 1766.
- Discours sur le bonheur, écrit vers 1747, publicado em 1779 ou em 1796 nos Opuscules philosophiques et littéraires, a maioria póstumos ou inéditos.
- Doutes sur les religions révélées, adressés à Voltaire. Paris, 1792, in-8°.
- Opuscules philosophiques et littéraires, 1796. Contém textos de vários autores: Denis Diderot (1713-1784), Gabrielle-Émilie Le Tonnelier de Breteuil Du Châtelet (marquesa, 1706-1749), César Chesneau Du Marsais (1676-1756), Jacques Necker (1732-1804).
- De l'existence de Dieu (impresso após a edição de suas cartas de 1806, por N. Xhrouet) e um certo número de cartas inéditas ao Conde d'Argental, Paris, 1782; Paris, 1806, em -12°; Paris, 1818, in-8°, editado por Eugène Asse, Paris, 1878, in-12°.